# Programarea orientată pe aspecte
Programarea orientată pe aspecte (POA) reprezintă o paradigmă de programare care extinde modularizarea ca urmare a faptului că permite separarea relațiilor cross-cutting. Modulele tradiționale încapsulează participanții (actorii) și conțin codul necesar pentru ca aceștia să implementeze serviciile sistemului. Modulele programării orientate pe aspecte conțin codul necesar implementării unui singur serviciu a sistemului luând în considerare toți actorii posibili ai acestuia. În alte cuvinte, modulele orientate pe aspecte traversează (cross-cut) utilizatorii.